# Hendrik Dirk Lindner
Hendrik Dirk Lindner (ur. 21 lutego 1897 w Utrechcie, zm. 27 listopada 1971 w Soest) – holenderski wojskowy i urzędnik konsularny.
Służył w holenderskiej marynarce wojennej, m.in. jako d-ca stawiacza min HNMS Willem van der Zaan (1939-1941), pełniący obowiązki w brytyjskiej marynarce wojennej w Aleksandrii (1942–1944), oraz jako komendant morski Terneuzen (1944–1946), skąd przeszedł w stopniu kmdra por. (kapitein-luitenant ter zee) 15 marca 1946 na emeryturę. Następnie powierzono mu funkcję w holenderskiej służbie zagranicznej – m.in. konsula w Gdańsku (1946–1948), w której pozostawał do 1954.